# Période classique indonésienne

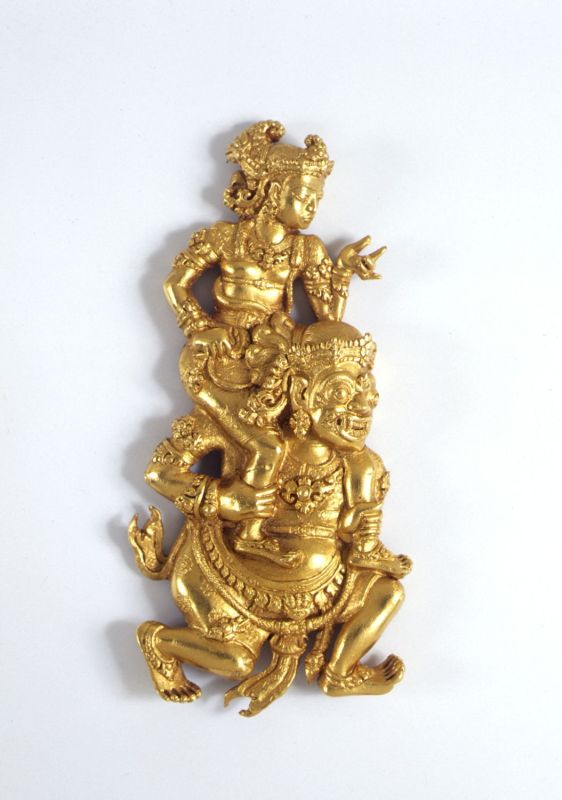
Figurine en or de l'époque Majapahit représentant Sutasoma porté par l'ogre Kalmasapada

Les historiens de l'Indonésie appellent classique la période du Ve au XVe siècle apr. J.-C. pendant laquelle ont été construits, souvent à la même époque et les uns près des autres, à Java et Sumatra, des monuments religieux appartenant soit au bouddhisme, soit à l'hindouisme soit parfois présentant des éléments des deux cultes. Pour cette raison, ils appellent également cette période hindou-bouddhique.
L'illustration la plus frappante en est la plaine qui entoure les anciennes villes royales de Surakarta et Yogyakarta dans le centre de Java, où se trouvent aussi bien le temple de Prambanan shivaïte que des monuments bouddhiques, à peu près contemporains. Du VIIIe  au  Xe siècle, deux dynasties régnaient sur la région, les Sailendra bouddhistes qui ont notamment construit le temple de Borobudur bouddhique dans la plaine de Kedu, et les Sanjaya shivaïtes.
Telle était également la situation dans le royaume de Majapahit dans l'est de Java. En témoigne un kakawin ou poème en kawi (vieux-javanais), le Sutasoma, écrit au XIVe siècle par le poète de cour Mpu Tantular, à l'époque du roi Rājasanagara, plus connu sous le nom de Hayam Wuruk. Ce poème prône la tolérance entre les adeptes des cultes bouddhique et shivaïte, tous deux présents dans le royaume. La devise vient du quatrain suivant :
- Rwāneka dhātu winuwus Buddha Wiswa
- Bhinnêki rakwa ring apan kena parwanosen
- Mangka ng Jinatwa kalawan Śiwatatwa tunggal
- Bhinneka tunggal ika tan hana dharma mangrwa.

qui se traduit par :
- « Bouddha et Shiva sont deux principes différents.
- Ils sont en effet différents, mais comment peut-on le reconnaître ?
- Parce que la vérité du Jina (Bouddha) et de Shiva est une
- Bien que divisée, elle est une et il n'y a pas de confusion dans la vérité. »

« Bhinneka Tunggal Ika », que l'on traduit improprement par « unité dans la diversité », est d'ailleurs la devise de la république d'Indonésie.
Il semble que cette coexistence remonte au début de l'indianisation de Java. En effet, à l'est de Jakarta dans la région de Karawang, où se trouvait autrefois le royaume de Tarumanagara (Ve siècle), se trouvent des vestiges de constructions aussi bien bouddhiques qu'hindouistes.
Cette situation existait également à Sumatra, où la cité-état bouddhique de Sriwijaya (VIIIe – XIIIe siècles) avait pour vassale le royaume hindouiste de Malayu.